# 大奧赫塔橋
59°56′34″N 30°24′05″E / 59.942709°N 30.401317°E
大奧赫塔橋（羅馬化：Bolsheokhtinsky most），是位於俄羅斯聖彼得堡涅瓦河上的一座大橋，在1917年之前，該橋名為彼得大帝橋（羅馬化：Most Petra Velikogo）。大橋全長334米，寬23米。

## 外部連結

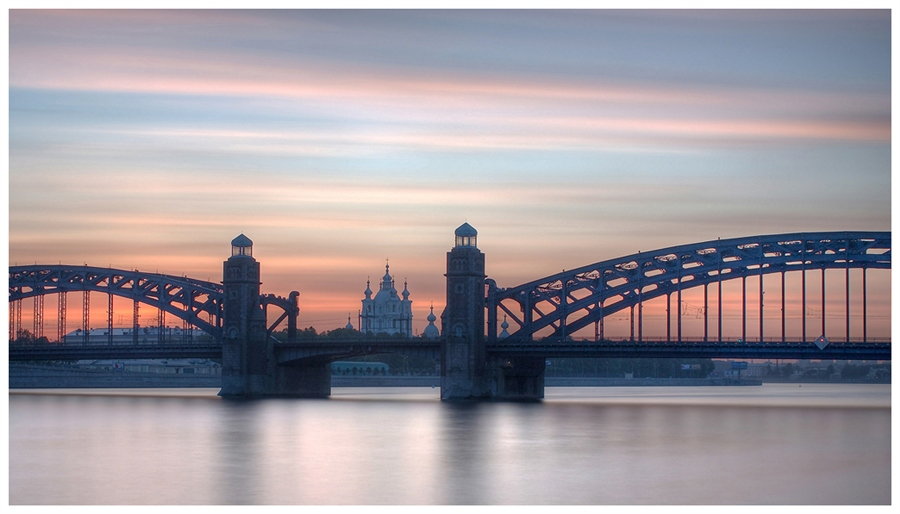
大奧赫塔橋

- Петра Великого (Большеохтинский) мост （页面存档备份，存于） (in Russian)
- 维基共享资源上的相關多媒體資源：大奧赫塔橋